# ادینور
ادینور (انگلیسی: Edenor) شرکت برق آرژانتینی است، در سال ۱۹۹۲ تأسیس شد. 